# Liste der Naturdenkmale in Wildberg (Schwarzwald)
| Naturdenkmale | Anzahl |
| ------------- | ------ |
| FND           | 3      |
| END           | 11     |
| Gesamt        | 14     |

Die Liste der Naturdenkmale in Wildberg nennt die verordneten Naturdenkmale (ND) der im baden-württembergischen Landkreis Calw liegenden Stadt Wildberg. In Wildberg gibt es insgesamt vierzehn als Naturdenkmal geschützte Objekte, davon drei flächenhafte Naturdenkmale (FND) und elf Einzelgebilde-Naturdenkmale (END).
Stand: 1. November 2016.

## Flächenhafte Naturdenkmale (FND)
| Name                     | Bild | Kennung     | Einzelheiten | Position | Fläche Hektar | Datum         |
| ------------------------ | ---- | ----------- | ------------ | -------- | ------------- | ------------- |
| Hohler Stein             | BW   | 82350800014 | Wildberg     | ⊙        | 0,0           | 22. Okt. 1949 |
| Tierstein                |      | 82350800013 | Wildberg     | ⊙        | 0,7           | 22. Okt. 1949 |
| Tuffsteinbruch           |      | 82350800001 | Wildberg     | ⊙        | 0,6           | 31. Jan. 1986 |
| Legende für Naturdenkmal |      |             |              |          |               |               |

## Einzelgebilde (END)
| Name                     | Bild | Kennung     | Einzelheiten | Position | Fläche Hektar | Datum         |
| ------------------------ | ---- | ----------- | ------------ | -------- | ------------- | ------------- |
| Alte Eiche               |      | 82350800006 | Wildberg     | ⊙        | 0,0           | 1. Feb. 1950  |
| Drei Kastanien           |      | 82350800004 | Wildberg     | ⊙        | 0,0           | 1. Feb. 1950  |
| Eiche – beim Eichle      | BW   | 82350800011 | Wildberg     | ⊙        | 0,0           | 1. Feb. 1950  |
| Große Eiche              |      | 82350800003 | Wildberg     | ⊙        | 0,0           | 1. Feb. 1950  |
| Junge Linde              | BW   | 82350800010 | Wildberg     | ⊙        | 0,0           | 1. Feb. 1950  |
| Kastanie                 | BW   | 82350800005 | Wildberg     | ⊙        | 0,0           | 1. Feb. 1950  |
| Linde                    | BW   | 82350800002 | Wildberg     | ⊙        | 0,0           | 22. Okt. 1949 |
| Linde                    | BW   | 82350800008 | Wildberg     | ⊙        | 0,0           | 1. Feb. 1950  |
| Zwei Alte Linden         |      | 82350800009 | Wildberg     | ⊙        | 0,0           | 22. Okt. 1949 |
| Zwei Große Linden        | BW   | 82350800007 | Wildberg     | ⊙        | 0,0           | 22. Okt. 1949 |
| 12 Linden                |      | 82350800012 | Wildberg     | ⊙        | 0,0           | 4. Sep. 1953  |
| Legende für Naturdenkmal |      |             |              |          |               |               |

## Ehemalige Naturdenkmale
| Name          | Bild | Kennung | Einzelheiten | Position | Fläche Hektar | Datum |
| ------------- | ---- | ------- | ------------ | -------- | ------------- | ----- |
| Sieben Tannen | BW   |         | Wildberg     | ⊙        | 0,0           |       |